# Jîlîn Mlînok, Kozeleț
Jîlîn Mlînok (în ucraineană Жилин Млинок) este un sat în comuna Bilîkî din raionul Kozeleț, regiunea Cernihiv, Ucraina.

## Demografie
Componența lingvistică a localității Jîlîn Mlînok
     Ucraineană (100%)
Conform recensământului din 2001, toată populația localității Jîlîn Mlînok era vorbitoare de ucraineană (100%).